# Rwandas ambassad i Stockholm
Rwandas ambassad i Stockholm är Rwandas diplomatiska representation i Sverige. Ambassadör sedan 2021 är Diane Gashumba. Ambassaden har tidigare funnits på Dalvägen 2 i Solna och Barnhusgatan 3 i Stockholm. Sedan oktober 2020 finns ambassaden på Sveavägen 159 i Stockholm.

## Beskickningschefer
| Namn                   | Period    | Funktion   | Anmärkning |
| ---------------------- | --------- | ---------- | ---------- |
| Venetia Sebudandi      | 2011–2015 | Ambassadör |            |
| Christine Nkulikiyinka | 2015–2021 | Ambassadör |            |
| Diane Gashumba         | 2021–     | Ambassadör |            |